# A forint valutakosara
A forint 1990 februárja óta valutakosárhoz rögzítetten lebeg egy változó szélességű ingadozási sávban. (A forint ingadozási sávjának szélessége 2001 óta 30%.)
A valutakosár 2000. január 1-je óta egyetlen valutát tartalmaz, az eurót, azaz a forint sávja az euróhoz van rögzítve. Az euróhoz rögzítés azzal a szándékkal történt, hogy a forint árfolyamrendszere közelítsen az euróhoz, amelyet az Európai Unió tagjaként Magyarországnak kötelezően be kell vezetnie a jövőben (nem meghatározott időpontban).
A valutakosár összetétele bevezetése után hétszer változott, a folyamat végére jelentősen leegyszerűsödve.

## A kosár megállapítása
1991. december 9-éig a kosár szerkezetét az export-import forgalom devizaösszetétele határozta meg. Ekkor változtattak a módszeren, hiszen a korábbi módszerrel a dollár relatív súlya túl nagy lett volna, holott a magyar gazdaságpolitika prioritása a fejlett európai országokkal való gazdasági összefonódás erősítése volt. Ekkor került a kosárba 50%-os súllyal az ECU.
Ezt 1993 nyarán a német márkára cserélték, az Európai Monetáris Rendszer ekkori feszültségei ugyanis az ECU szélsőséges árfolyamingadozásaihoz vezettek.
Miután az ECU stabilizálódott, 1994 tavaszán visszatették a kosárba, de ekkor már 70%-os súllyal, ami a magyar külkereskedelem irányának módosulását tükrözte. 1997-ben azért került vissza helyette a márka, mert az euró 1999-es bevezetéséhez közeledve globálisan csökkent az ECU jelentősége.

## A valutakosár összetétele
- 1990. február 26-ától: amerikai dollár 42,6%, német márka 25,6%, schilling 10,4%, svájci frank 4,9%, olasz líra 3,8%, francia frank 3,5%, font sterling 2,9%, svéd korona 2,0%, holland forint 1,7%, finn márka 1,5%, belga frank 1,1%
- 1991. március 14-étől: amerikai dollár 50,9%, német márka 23,1%, schilling 8,1%, svájci frank 3,9%, olasz líra 3,5%, francia frank 3,6%, font sterling 2,7%, svéd korona 1,5%, holland forint 2,7%
- 1991. december 9-étől: amerikai dollár 50%, ECU 50%
- 1993. augusztus 2-től: amerikai dollár 50%, német márka 50%
- 1994. május 16-ától: amerikai dollár 30%, ECU 70%
- 1997. január 1-jétől: amerikai dollár 30%, német márka 70%
- 1999. január 1-jétől: amerikai dollár 30%, euró 70%
- 2000. január 1-jétől: euró 100%